# Puchar Afryki 2002
Puchar Afryki 2002 – trzecia edycja Pucharu Afryki, oficjalnych międzynarodowych zawodów rugby union o randze mistrzostw kontynentu organizowanych przez CAR mających na celu wyłonienie najlepszej męskiej reprezentacji narodowej w tej dyscyplinie sportu w Afryce. W walce o tytuł mistrzowski brało udział dziewięć zespołów, pozostałe drużyny, które przystąpiły do rozgrywek, występowały zaś w niższych dywizjach. Mecze zostały rozegrane w okresie od 18 maja–16 listopada 2002 roku. Zawody stanowiły część kwalifikacji do Pucharu Świata w Rugby 2003.

## Informacje ogólne
Główne zawody zostały rozegrane w formie dwóch trzyzespołowych grup rozgrywających spotkania systemem kołowym. Zwycięzcy grup spotkali się w dwumeczu, którego triumfator został mistrzem Afryki. Awansował jednocześnie bezpośrednio do Pucharu Świata 2003, finalista zaś otrzymał prawo gry w barażu. Pozostałe afrykańskie drużyny rywalizowały zaś w zawodach Dywizji 2, również podzielone na dwie grupy, których zwycięzcy spotykali się w turnieju finałowym.
W turnieju triumfowała Namibia, w finałowym dwumeczu pokonując Maroko jedynie dzięki większej liczbie zdobytych przyłożeń i awansowała tym samym do Pucharu Świata 2003. W zawodach niższej dywizji triumfowała Uganda po finałowym zwycięstwie nad Botswaną w Kampali.

## Top 6

### Grupa A
| 18 maja 2002 | Tunezja | 27:26 | Maroko | Stade Chedli Zouiten, Tunis |
| 18 maja 2002 |         | 27:26 |        | Stade Chedli Zouiten, Tunis |

| 25 maja 2002 | Wybrzeże Kości Słoniowej | 8:13 | Tunezja | Abidżan |
| 25 maja 2002 |                          | 8:13 |         | Abidżan |

| 1 czerwca 2002 | Maroko | 23:21 | Wybrzeże Kości Słoniowej | Abidżan |
| 1 czerwca 2002 |        | 23:21 |                          | Abidżan |

### Grupa B
| 2 czerwca 2002 | Madagaskar | 3:52 | Zimbabwe | Antananarywa |
| 2 czerwca 2002 |            | 3:52 |          | Antananarywa |

| 15 czerwca 2002 | Namibia | 112:0 | Madagaskar | Hage Geingob Rugby Stadium, Windhuk |
| 15 czerwca 2002 |         | 112:0 |            | Hage Geingob Rugby Stadium, Windhuk |

| 29 czerwca 2002 | Zimbabwe | 30:42 | Namibia | Hartsfield Rugby Grounds, Bulawayo |
| 29 czerwca 2002 |          | 30:42 |         | Hartsfield Rugby Grounds, Bulawayo |

### Finał
| 28 września 2002 | Namibia | 26:19 | Tunezja | Windhuk |
| 28 września 2002 |         | 26:19 |         | Windhuk |

| 12 października 2002 | Tunezja | 24:17 | Namibia | Stade El Menzah, Tunis |
| 12 października 2002 |         | 24:17 |         | Stade El Menzah, Tunis |

## Regional Six

### Grupa A
| 7 września 2002 | Uganda | 25:13 | Kamerun | Kampala |
| 7 września 2002 |        | 25:13 |         | Kampala |

| 21 września 2002 | Kenia | 18:13 | Kamerun | Nairobi |
| 21 września 2002 |       | 18:13 |         | Nairobi |

| 5 października 2002 | Kenia | 22:31 | Uganda | Nairobi |
| 5 października 2002 |       | 22:31 |        | Nairobi |

### Grupa B
| 7 września 2002 | Botswana | 32:19 | Zambia | Gaborone |
| 7 września 2002 |          | 32:19 |        | Gaborone |

| 21 września 2002 | Zambia | 61:9 | Suazi | Lusaka |
| 21 września 2002 |        | 61:9 |       | Lusaka |

| 5 października 2002 | Suazi | 10:10 | Botswana |  |
| 5 października 2002 |       | 10:10 |          |  |

### Finał
| 16 listopada 2002 | Uganda | 22:21 | Botswana | Kampala |
| 16 listopada 2002 |        | 22:21 |          | Kampala |